# 埃赛
埃赛（法語：Essay，法語發音：[ɛsɛ] ⓘ）是法国奥恩省的一个市镇，位于该省南部，属于阿朗松区。

## 地理
埃赛（48°32'28"N, 0°14'49"E）面积15.99 平方千米，位于法国诺曼底大区奧恩省，该省份为法国西北部内陆省份，北起顺时针与卡爾瓦多斯省、厄尔省、厄尔-卢瓦省、萨尔特省、马耶讷省和芒什省接壤。
与埃赛接壤的市镇（或旧市镇、城区）包括：布瓦特龙、欧奈莱布瓦、比尔萨尔、梅尼勒埃勒、诺夫苏塞赛、讷伊莱比松、莱旺特德布尔斯。

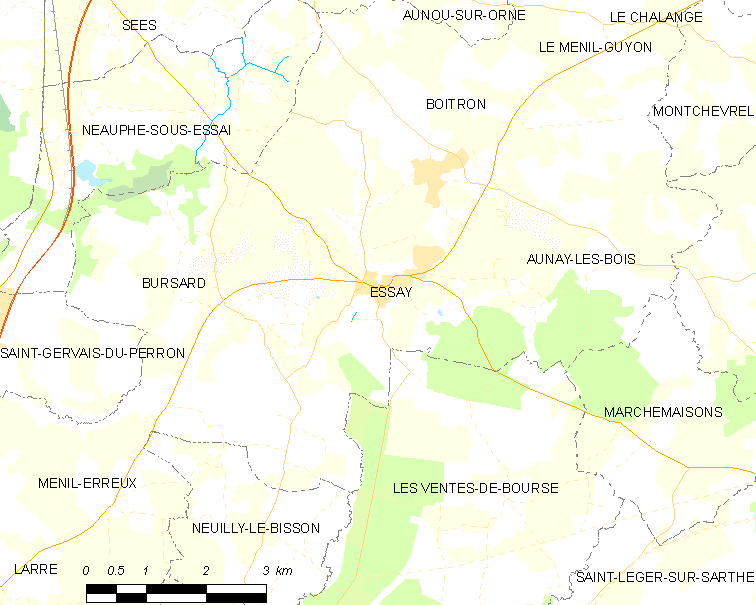
埃赛的OSM定位图

埃赛的时区为UTC+01:00、UTC+02:00（夏令时）。

## 行政
埃赛的邮政编码为61500，INSEE市镇编码为61156。

## 政治
埃赛所属的省级选区为埃库沃县。

## 人口

1962-2008年间埃赛人口变化图示

埃赛于2022年1月1日时的人口数量为543人。